# Прозрачный
«Прозрачный» — девятнадцатый студийный альбом группы «ДДТ», вышедший в мае 2014 года.

## Об альбоме
Лидер коллектива Юрий Шевчук так объясняет название диска:
16 мая мы в самолёте. Гастроли. Сегодня новый альбом ДДТ «Прозрачный» — в интернете. Почему так назвали? Наверное, потому, что много лирики, тексты достаточно просты и доходчивы, аранжировки немногословны, звучание лёгкое. Всегда после серьёзной, достаточно тяжёлой для восприятия программы, такой как «Иначе», вылетает что-то более простое и душевное, допустим в стиле инди. Много поёт Алёна, что добавило на мой взгляд светлого позитива. Надеюсь, некоторые из вас найдут в альбоме «свою песню», которую вы прослушаете даже несколько раз. — Юрий Шевчук
Пластинка вышла на лейбле Navigator Records. Альбом выпускается в нестандартной прозрачной коробке, подготовленной специально для альбома.
В марте 2015 года был анонсирован фильм-концерт на основе концерта 26 марта 2015 года в Минске, с программой «Прозрачный и другие песни». Впоследствии фильм был включен в изданный в ноябре 2017 года концертный альбом «Прозрачный. Концерт в Минске».

## Список композиций
Автор музыки и текстов — Юрий Шевчук.
| №   | Название               | Длительность |
| --- | ---------------------- | ------------ |
| 1.  | «В очереди за правдой» | 4:29         |
| 2.  | «Туман»                | 4:19         |
| 3.  | «Танцует солнце»       | 4:01         |
| 4.  | «Реальность»           | 4:34         |
| 5.  | «Звезда»               | 4:37         |
| 6.  | «Помнишь»              | 4:06         |
| 7.  | «Музыкант»             | 3:58         |
| 8.  | «Добро в ...»          | 3:08         |
| 9.  | «Этот город»           | 4:17         |
| 10. | «Времена»              | 4:34         |
| 11. | «Гимн»                 | 5:34         |
| 12. | «Жизнь красивая»       | 4:10         |
| 13. | «Погром»               | 3:41         |
| 14. | «Конёк-Горбунок»       | 4:41         |

## Комментарии к песням
«В очереди за правдой». «Одна из „старых“ песен в альбоме, впервые сыграна в 2012 году в Москве с другой мелодией и аранжировкой. Мучили её время от времени в 2013 году. Поменял некоторые фразы для уточнения смысла. Здесь не нужно меня винить: над текстами песен работаю до последнего дня записи, и, честно говоря, потом, когда это всё уже на носителях, ловлю себя на мысли, что поменял бы то или иное слово. Что делать — всю жизнь страдаю от „несовершенства этих строк“. „Делать воинами сочувствия солдат ненависти и боли“ — главное в этой песне».
«Туман». «Одна из „крайних“, пришла, даже помню точно, 6 сентября прошлого года. Решил ранним утречком сходить на рыбалку. Задохнулся от рассвета и осторожной красоты происходящего. Рыбу не поймал, но дома записал впечатления. Аранжировку тут же сделал на GarageBand, которая в основном и сохранилась».
«Танцует солнце». «Текст написан год назад. Долго искали музыку, было даже время, когда мы „Солнце“ играли в более жёстком стиле. Всё состоялось в ноябре прошлого года, и осталось на диске… Сейчас очень тяжёлые времена и не унывать — сложно, но нужно нам всем искать в себе силы, и, несмотря ни на что, жить. Пытаться верить в добро, иначе…»
«Реальность». «Сочинилась в феврале 2013 года вместе с несколькими песнями, когда был небольшой отпуск… и десяток хороших зимних дней. Эти мысли — следствие разных застольных разговоров с друзьями, диалогов с самим собой. Ирония по поводу плакатного патриотизма — „Мы больше всех, мы самые крутые!!!“, ирония к самому себе — „Мне снилось, что я хороший“ и столкновения с жёсткой реальностью, разрушающей наши многочисленные иллюзии. Музыку навеяли „Битлы“ (хотелось такой же весёлой легкости подачи) и кинофильм „Приключения Красной шапочки“».
«Звезда». «Достаточно „юная“ песня. Задумал в феврале 2013, дописал в августе. Осенью с ДДТ нашли рифф, и, вроде, полетела. Отличное соло, на мой взгляд, сыграл Тёма на вибрафоне. В музыке оттолкнулись от любимых Джима Моррисона, Ника Кейва и старой доброй „новой волны“».
«Помнишь». «Сочинил на рояле, что со мной случается всё чаще. Принёс группе аранжировку, которая и осталась с некоторыми изменениями. Но эта песня пережила самое большое количество вариантов, даже пытались её играть в стиле диско… Сколько поколений жило до нас, кто сейчас помнит „рабочие руки, что хотели, как птицы“».
Именно в этой композиции встречается слово, послужившее названием альбома.
«Музыкант». «В названии всё сказано. „Рок-н-ролл — это не работа“, — сказал однажды Костя Кинчев. Рок-н-ролл (очередной раз открыл для себя страшную тайну) — это не только тьма и печаль, но много радости и света. Отсюда и риффы, стилизованные под 1960-е, когда всё так весело начиналось».
«Добро в …». «Мы её играли в программе „Сольник“ весь последний год. Она была сделана в стиле панк-диксиленд. Но этот вариант группе во время записи не понравился. Посчитали, что для ДДТ этот уровень низковат. И в результате получился весёлый секс-поп. Смысл тоже понятен: слишком много мы сливаем человечности и добра в унитаз…»
«Этот город». «Если бы вы прослушали первые аранжировки, то очень бы удивились тому, что получилось на выходе. Песня поначалу была очень громкой, перенасыщенной гитарными фузами и синтезаторами, но потихоньку отрубали всё лишнее, и пришли, по-моему, к неплохой, человечной версии. Острее всего чувствуешь одиночество в мегаполисе».
«Времена». «Самая „гражданская“ песня. Она о происходящем сейчас в стране, о происходящем со всеми нами. Написал я её в состоянии сильнейшей депрессии и почти отчаяния. Сердце рвет от ощущения наступающей гуманитарной катастрофы, пафосной лжи и бездушия. Помню в таком же состоянии родились „Предчувствие гражданской войны“ и „Правда на правду“. Но всё равно, в конце тоннеля — надежда. Без неё никуда».
«Гимн». «Ну, что. Питер. Ещё одно объяснение в любви. Да, шансон. Но шансон в атмосфере Тома Уэйтса и Жака Брелля». Была написана 7 ноября 2010 года. Также известно, что эту песню Юрий Шевчук посвятил своему скоропостижно скончавшемуся другу, Герою России, полковнику Владимиру Чабанову.
«Жизнь красивая». «Вообще-то пытался её выбросить из альбома. Накидал куплет на коленке перед каким-то из концертов, потому что в программе не хватало весёлой песни на финал. Но весна настояла на том, чтобы она осталась. На мой взгляд, музыка слишком традиционная, в стиле старого ДДТ. Пытался обезобразить её радикальными аранжировками, но ничего не вышло».
«Погром». «Давно нам не хватало такой боевой и бесшабашной песни о любви и мире. По-моему — это рок-н-ролл. Но самое главное, этот номер мне нравится тем, что в первом куплете между строк я играю соло».
«Конёк-Горбунок». «Эту композицию в группе называем чаще „Герои“. Сочинил её на рояле, хорошие мелодии пишутся именно на этом чёрном деревянном инструменте, который для этого и был изобретён когда-то. Наверное, её мне больше всего нравится петь на концертах. Вспоминаю отца-фронтовика…»

## Участники записи
ДДТ
- Юрий Шевчук — акустическая гитара, электрогитара, основной вокал, мегафон
- Константин «Кот» Шумайлов — клавишные инструменты
- Алексей «Лёха» Федичев — гитары, мандолина, бэк-вокал
- Роман «ROMA» Невелев — бас-гитара
- Антон «Вишня» Вишняков — тромбон
- Артём «Тёма» Мамай — ударные инструменты, вибрафон («Звезда»)
- Алёна «Алёнушка» Романова — голос, вокал и бэк-вокал, сирена.

Технический персонал
- Игорь Тихомиров — звукозапись, сведение
- Максим Кравцов — звукозапись, сведение
- Мурад Мазен (Metropolis Studio, Лондон) — мастеринг
- Александр Бровко — мандолина.
- Юрий Шевчук — сведение

Содействовали
Вячеслав Ортюков, Арсен Шагиев, Александр Тимошенко, Юрий Фёдоров, Дима Сыроватский, Елена Вишня, Дима Журавлёв, Александр Кравченко, Андрей Дудко, Денис Изотов (дизайнер).